# Xã Layton, Quận McHenry, Bắc Dakota
Xã Layton (tiếng Anh: Layton Township) là một xã thuộc quận McHenry, tiểu bang Bắc Dakota, Hoa Kỳ. Năm 2010, dân số của xã này là 29 người.